# مراد جمجیر
مراد جمجیر (ترکی استانبولی: Murat Cemcir؛ زادهٔ ۳۰ نوامبر ۱۹۷۶) هنرپیشه اهل ترکیه است. وی از سال ۲۰۰۲ میلادی تاکنون مشغول فعالیت بوده‌است.
از فیلم‌ها یا برنامه‌های تلویزیونی که وی در آن نقش داشته‌است می‌توان به تقوی: ترس یک مرد از خدا، درخت گلابی وحشی اشاره کرد.